# Оломао
Оломао (Myadestes lanaiensis) — вид горобцеподібних птахів родини дроздових (Turdidae). Ендемік Гавайських островів.

## Опис
Довжина птаха становить 16-18 см. Верхня частина тіла темно-коричнева, нижня частина тіла сіра, лапи чорні. Виду не притаманний статевий диморфізм. Представники підвиду M. l. woahensis мали дещо більші розміри, верхня частина тіла в них була оливково-коричнева, крила і хвіст коричневі.

## Підвиди
Виділяють три підвиди:
- †M. l. woahensis (Bloxam, A, 1899) — Оаху[4];
- †M. l. lanaiensis (Wilson, SB, 1891) — Ланаї[5];
- M. l. rutha (Bryan, 1908) — Молокаї[6].

Деякі дослідники вважають амауї (M. l. woahensis) окремим видом Myadestes woahensis.

## Поширення й екологія
Підвид M. l. woahensis був ендеміком острова Оаху, а підвид M. l. lanaiensis — острова Ланаї. Підвид M. l. rutha є ендеміком острова Молокаї. В кінці XIX століття оломао мешкали також на острові Мауї.

## Збереження
Підвид M. l. woahensis відомий лише за одним зразком. Імовірно, він вимер в першій половині XIX століття. Останнього представника підвиду M. l. lanaiensis спостерігали в 1934 році. На острові Мауї оломао вимерли в кінці XIX — на початку XX століття. Представників підвиду M. l. rutha останній раз спостерігали в 1980 році. МСОП вважає цей вид таким, що знаходиться на межі зникнення, оскільки теоретично оломао могли зберегтися в малодоступних тропічних лісах ізольованого плато Олокуї.
Причиною вимирання двох підвидів і значного зменшення популяції третього підвиду оломао було знищення природних середовищ, епізоотія пташиної малярії, поява інвазивних щурів і конкуренція з боку інтродукованих птахів.